# Álex Remiro
Alejandro "Álex" Remiro Gargallo (nascut el 24 de març de 1995) és un futbolista navarrès que juga com a porter per la Reial Societat. És internacional amb la selecció espanyola.
Format a l'Athletic Club, va jugar com a sènior amb el CD Basconia, Bilbao Athletic, Llevant UE, SD Huesca i Reial Societat. Va guanyar la Copa del rei 2020 amb el darrer club, sumant-hi més de 250 aparicions.
Remiro va fer el seu debut complet amb la selecció espanyola el 2024, formant part de la selecció que va guanyar l'Euro 2024.

## Carrera de club

### Athletic de Bilbao
Nascut a Cascante, Navarra, Remiro es va incorporar al sistema juvenil de l'Athletic Club el 2009, als 14 anys. Va debutar com a sènior amb l'equip de formació la temporada 2012-13, a Tercera Divisió.
El 26 de maig de 2014, Remiro va ascendir al filial a Segona Divisió B. Va passar a ser la primera opció a la porteria després que marxés Kepa Arrizabalaga al gener, i va acabar la campanya amb 23 aparicions, play-offs inclosos, quan van tornar a Segona Divisió després d'una absència de 19 anys.
Remiro va debutar professionalment el 24 d'agost de 2015, començant com a titular en una derrota a casa per 0-1 contra el Girona FC. El 22 de juny de l'any següent va ascendir al primer equip de la primera divisió.
Remiro va ser cedit al Llevant UE de segona categoria l'1 de juliol de 2016 per un any. No obstant això, el seu club matriu el va retirar al final de la següent finestra de mercat a causa d'una lesió de Kepa.
El 21 de juliol de 2017, Remiro es va traslladar a la SD Huesca de la segona divisió amb un contracte de cessió d'un any. Va tenir un paper important en el club aragonès aconseguint l'ascens a la màxima categoria per primera vegada en la seva història, només es va perdre un partit de 42.
Al seu retorn a l'estadi de San Mamés, Remiro semblava disposat a jugar al primer equip després que Kepa es traslladés al Chelsea FC i l'altre porter consolidat Iago Herrerín es va lesionar. No obstant això, els seus representants no van arribar a acordar les condicions d'un nou contracte amb el club, i com a resposta el seu suplent Unai Simón va ser seleccionat per jugar el primer partit de la nova campanya contra el CD Leganés; amb Simón establint-se a l'equip i sense resolució de la disputa contractual, unes setmanes més tard es va confirmar que Remiro volia deixar l'Athletic i se li permetria fer-ho el 30 de juny de 2019.

### Reial Societat
Remiro va acordar un contracte de quatre anys amb la Reial Societat, rival de l'Athletic, el 10 de juny de 2019, vigent a partir de l'1 de juliol. Va debutar a la Lliga el 27 de setembre, mantenint la porteria a zero en una victòria a casa per 3-0 davant el Deportivo Alavés.
El maig de 2020, Remiro va donar positiu per a la COVID-19. El 3 d'abril següent, va començar a la final retardada de la Copa del Rei, ajudant a derrotar el seu primer club l'Athletic per 1-0 a Sevilla. El 31 d'octubre, va ser consolat pels antics companys al final d'un altre derbi basc a causa de la seva evident angoixa després d'encaixar un gol de l'empat al final amb un intent equivocat de colpejar la pilota, quan una victòria hauria posat la Reial Societat al capdavant. de la taula.

## Palmarès
Llevant
- Segona Divisió:2016–17[18][19]

Reial Societat
- Copa del Rei: 2019–20[15]

Selecció espanyola
- Eurocopa: 2024[20]